# Anticoagulantia
Anticoagulantia (enkelvoud anticoagulans) of antistollingsmiddelen zijn geneesmiddelen die gebruikt worden om de natuurlijke stollingsneiging van het bloed te onderdrukken. Anticoagulantia worden in de volksmond vaak "bloedverdunners" genoemd. Deze term is niet correct: het bloed wordt niet dunner, maar het stolt minder snel.

## Natuurlijke bloedstolling
Een gezond lichaam heeft een natuurlijke bloedstolling die kleine en grote bloedingen stopt, en er zo voor zorgt dat er geen overmatig bloedverlies optreedt. De natuurlijke bloedstolling wordt geregeld door de aanwezigheid van een aantal stollingsfactoren die met elkaar zorgen voor een normale balans tussen de natuurlijke stollings- en ontstollingsneiging. 

## Indicaties
In sommige gevallen waarbij de bloedstolling problemen kan opleveren, zoals bij het optreden van trombose of een TIA, het ondergaan van een heupvervangende operatie of het optreden van boezemfibrilleren kan de natuurlijke bloedstolling worden geremd door anticoagulantia.

## Bijwerkingen
De belangrijkste bijwerking van anticoagulantia is een bloeding. Voorbeelden van bloedingen zijn: blauwe plekken,  maagbloedingen en hersenbloedingen.

## Soorten anticoagulantia
De werking van de diverse anticoagulantia berust op verschillende principes. Men onderscheidt de volgende groepen medicamenten:

### Vitamine K-antagonisten
De stollingsfactoren die zorgen voor de stollingsneiging zijn afhankelijk van vitamine K. Coumarinederivaten zoals acenocoumarol (Sintrom) en fenprocoumon (Marcoumar) zorgen voor een remming van de vitamine-K-afhankelijke aanmaak van een van de factoren.

### Direct werkende Orale Anticoagulantia (DOAC)
NOAC's zijn onder andere dabigatran, rivaroxaban en apixaban. Op 15 mei 2012 bracht de Gezondheidsraad een rapport uit met de titel Nieuwe antistollingsmiddelen: een gedoseerde introductie. In dit rapport worden de vier nieuwe middelen rivaroxaban, apixaban, dabigatran en ximelagatran "Nieuwe Orale Anticoagulantia" (NOAC’s) genoemd.

### Heparines
Heparines activeren anti-trombine waardoor fibrinogeen niet meer omgezet kan worden naar fibrine.

### Trombocytenaggregatieremmers
Trombocytenaggregatieremmers zijn geen officiële anticoagulantia. Zij belemmeren het hechten en samenklonteren van de bloedplaatjes en voorkomen op die manier stolselvorming. Voorbeelden hiervan zijn acetylsalicylzuur en clopidogrel.

### Trombolytica/ fibrinolytica
Trombolytica en fibrinolytica worden gebruikt bij trombolyse. Zij dienen ertoe een al bestaand bloedstolsel weer op te lossen. Middelen die hierbij gebruikt worden zijn: alteplase, reteplase, tenecteplase, streptokinase en urokinase.

### Niet-medicinale antistolling

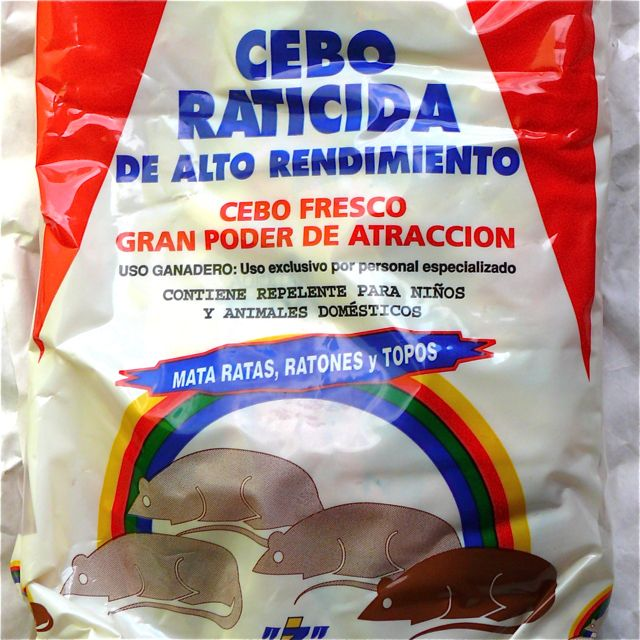
Gebruik als rattengif

De anticoagulantia citraat, heparine, oxalaat en EDTA worden gebruikt bij bloedafname om bloed dat in afnamebuizen wordt afgenomen, vloeibaar te houden. Anticoagulantia worden ook gebruikt als rattengif. Onder andere warfarine, difenacum en pindon worden hiervoor gebruikt.

## Anticoagulantia in de natuur
Het speeksel van bloedzuigende dieren bevat meestal een anticoagulans om het bloed na de beet vrijelijk te laten stromen. Dit komt onder andere voor bij:
- muskieten
- steekvliegen
- bloedzuigers (hirudine)
- vlooien
- vampiervleermuizen (draculine)

Een anticoagulans is ook een bestanddeel van veel soorten slangengif.

## Controle
De mate van antistolling is bij het gebruik van een anticoagulans afhankelijk van een groot aantal, veelal niet geheel duidelijk bekende, factoren. Hierdoor is regelmatige controle van de mate van antistolling nodig door middel van een bloedbepaling. Meestal wordt de zogenaamde "doordosering" verzorgd door een trombosedienst, maar met behulp van een klein meetapparaat kunnen mensen tegenwoordig ook zelf de antistolling regelen, eventueel bijgestaan door telefonisch contact met een trombosedienst. Voor het juiste gebruik van dergelijke apparaten kan men bij een trombosedienst een training krijgen, waarna de kwaliteit van de antistolling gewaarborgd is.
Bij het gebruik van anticoagulantia moet regelmatig de graad van antistolling worden gemeten. Dit kan gebeuren door controle van:
- de bloedingstijd
- de protrombinetijd
- de recalciferingstijd
- de stollingstijd
- de trombinetijd

## Tabel van soorten antistollingsmiddelen
| Antistolling (trombolytica, anticoagulantia en trombocytenaggregatieremmers)                                                     | Antistolling (trombolytica, anticoagulantia en trombocytenaggregatieremmers) | Antistolling (trombolytica, anticoagulantia en trombocytenaggregatieremmers) | Antistolling (trombolytica, anticoagulantia en trombocytenaggregatieremmers) |
| --- | --- | --- | --- |
| Trombocytenaggregatieremmers | Glycoproteïne IIb/IIIa inhibitoren | Abciximab, eptifibatide, tirofiban, roxifiban, orbofiban. | Abciximab, eptifibatide, tirofiban, roxifiban, orbofiban. |
| Trombocytenaggregatieremmers | ADP receptoren/P2Y12 inhibitoren | Thienopyridines (clopidogrel, prasugrel, ticlopidine). Nucleotiden/nucleosideanaloga (cangrelor, elinogrel, ticagrelor).                                                                                  | Thienopyridines (clopidogrel, prasugrel, ticlopidine). Nucleotiden/nucleosideanaloga (cangrelor, elinogrel, ticagrelor). |
| Trombocytenaggregatieremmers | Prostaglandineanaloga (PGI2) | Beraprost, iloprost, prostacyclin, treprostinil. | Beraprost, iloprost, prostacyclin, treprostinil. |
| Trombocytenaggregatieremmers | COX-remmers | Acetylsalicylzuur/aspirine#, aloxiprin, carbasalaatcalcium, indobufen, triflusal. | Acetylsalicylzuur/aspirine#, aloxiprin, carbasalaatcalcium, indobufen, triflusal. |
| Trombocytenaggregatieremmers | Thromboxane inhibitoren | Thromboxane synthase-inhibitors (dipyridamol (+aspirine), picotamide). Receptor antagonisten (terutroban†).                                                                                               | Thromboxane synthase-inhibitors (dipyridamol (+aspirine), picotamide). Receptor antagonisten (terutroban†). |
| Trombocytenaggregatieremmers | Fosfodi-esteraseremmers | Cilostazol, dipyridamol, triflusal. | Cilostazol, dipyridamol, triflusal. |
| Trombocytenaggregatieremmers | Overig | Cloricromen, ditazole, vorapaxar. | Cloricromen, ditazole, vorapaxar. |
| Anticoagulantia | Vitamine K-antagonisten (inhiberen factor II, VII, IX, X) | Coumarines (acenocoumarol, coumatetralyl, dicoumarol, ethyl biscoumacetaat, fenprocoumon, warfarine#). 1,3-Indandiones (clorindione, diphenadione, phenindione. Overig (tiovlomarol).                     | Coumarines (acenocoumarol, coumatetralyl, dicoumarol, ethyl biscoumacetaat, fenprocoumon, warfarine#). 1,3-Indandiones (clorindione, diphenadione, phenindione. Overig (tiovlomarol).                                                         |
| Anticoagulantia | Factor Xa-inhibitoren (met enige factor II inhibitie) | Heparine groep/ Glycosaminoglycaan/ (gebonden antitrombine) | Laagmoleculaire heparine (bemiparine, certoparine, dalteparine, enoxaparine, nadroparine, parnaparine, reviparine, tinzaparine‡). Oligosaccharides (fondaparinux, idraparinux§. Heparine-achtigen (danaparoid, dermatan sulfaat, sulodexide). |
| Anticoagulantia | Factor Xa-inhibitoren (met enige factor II inhibitie) | Directe Xa-inhibitoren | Xabans (apixaban, betrixaban§, darexaban§, edoxaban, otamixaban§, rivaroxaban). |
| Anticoagulantia | Directe thrombine (IIa)-inhibitoren | Bivalent: hirudin (bivalirudin, desirudin, lepirudin). Univalent: argatroban (dabigatran, melagatran‡, Ximelagatran‡).                                                                                    | Bivalent: hirudin (bivalirudin, desirudin, lepirudin). Univalent: argatroban (dabigatran, melagatran‡, Ximelagatran‡). |
| Anticoagulantia | Overig | Antitrombine III, defibrotide, proteïne C (drotrecogin alfa‡), ramatroban. REG1. | Antitrombine III, defibrotide, proteïne C (drotrecogin alfa‡), ramatroban. REG1. |
| Trombolytica / fibrinolytica | Plasminogeen-activatoren (r-tPA, alteplase, reteplase, tenecteplase) UPA (saruplase, urokinase) Anistreplase, monteplase, streptokinase#. Overige serine-endopeptidases (ancrod, brinase, fibrinolysine). | Plasminogeen-activatoren (r-tPA, alteplase, reteplase, tenecteplase) UPA (saruplase, urokinase) Anistreplase, monteplase, streptokinase#. Overige serine-endopeptidases (ancrod, brinase, fibrinolysine). | Plasminogeen-activatoren (r-tPA, alteplase, reteplase, tenecteplase) UPA (saruplase, urokinase) Anistreplase, monteplase, streptokinase#. Overige serine-endopeptidases (ancrod, brinase, fibrinolysine).                                     |
| Niet-medicinale antistolling | Citraat, EDTA, oxalaat. | Citraat, EDTA, oxalaat. | Citraat, EDTA, oxalaat. |
| # WHO-lijst essentiële medicatie. ‡ Uit de markt genomen medicatie. Klinische testfase: † Fase III; § Nooit tot fase III gekomen | | | |